# ジャック・ビュネル
ジャック・ビュネル（フランス語: Jacques Bunel, 1900年1月20日 - 1945年6月2日）はフランスのカトリック教会、カルメル会の修道司祭。修道名はイエスのジャック（Jacques de Jésus）。本名、リュシアン・ルイ（Lucien-Louis Bunel）。ホロコースト生還者（しかし感染していた結核により解放直後に死去）である。

## 生涯
ビュネルはフランス、セーヌ＝マリティーム県バランタンの労働者の家庭に生まれ、5人兄弟のうちの一人であった。彼は学生として優秀な成績を修め尊敬を集めた。
1912年、ルーアンの神学校に入学したが兵役のため断念せざるを得なかった。しかし、1925年に叙階され司祭としての道を歩み、教会を中心に学校、ボーイスカウトの霊的指導を担当した。だが、腸チフスを患いビュネルは修道生活への召命に目覚め、最初はトラピストを望んでいたが次第にカルメル会を望むようになった。動機はカルメル会の書物に親しみ、女子カルメル会修道院との交流であった。特にカルメル会司祭マリー・ウジェーヌ・グリアルーとの出会いがビュネルの生涯を決定付けた。
しかし、現地の大司教はそれに反対し許可を得るまで2年の歳月がかかった。1931年、漸く許可が下り入会を実現し、着衣し「イエスのジャック」と名乗った。翌1932年、有期誓願を立てアヴォン（セーヌ＝エ＝マルヌ県）の小神学校の校長に就任、1933年、修道院に戻り終生誓願を立てた。
ビュネルは修道司祭として修道者、神学生の指導に当たり、生徒から「ペール・ジャック」（Père Jacques、ジャック神父）の愛称で親しまれた。
1938年、従軍司祭としてチェコに派遣され、一旦は戻ったものの再び派遣されドイツ軍の捕虜となった。だが彼はそれにもかかわらず霊性を深め司祭職を行使し、1941年、釈放されアヴォンに戻った。ビュネルはレジスタンスとして活躍しユダヤ人学生らを匿い、それが原因で1944年1月15日、彼はユダヤ人と共に逮捕された。逮捕後、各地を転々とさせられたがビュネルは神への信頼を忘れず司祭としての役割を果たした。1945年5月、ビュネルが収容されていたマウトハウゼン強制収容所がアメリカ陸軍によって解放されたが、結核を患った彼の体重はわずか75ポンド(約34kg)しかなかった。同年6月2日、リンツの聖エリーザベト病院で死去した。彼の遺体はアヴォンのカルメル会墓地に埋葬された。
1985年、ヤド・ヴァシェムは彼の功績を称え諸国民の中の正義の人とした。 一方、カトリック教会は彼の列福調査を行い、その英雄性を認め「神の僕」（カトリック教会における聖人への第1段階）の称号を与えた。

## さよなら子供たち
フランスの映画監督ルイ・マルは、ペール・ジャックの学校に在籍しており、11歳の時に神父の逮捕を目撃していた。マルは1987年に公開された映画『さよなら子供たち』（Au revoir, les enfants）において、神父に敬意を表している。